# Pierre Parpagiola
Pas d'image ? Cliquez ici

a Compétitions nationales et continentales officielles uniquement.

Pierre Parpagiola, né le 7 avril 1935 au Fossat et mort le 13 mars 2012 à Toulouse, est un joueur de rugby à XV et de rugby à XIII évoluant au poste de pilier en XV et pilier en XIII.
Issu d'une famille exilée d'Italie, il naît et grandit en Ariège. Il joue dans les deux codes de rugby dans les années 1950 et 1960. En rugby à XV, il fréquente les clubs de Auterive puis de Foix. Il joue par la suite au rugby à XIII avec le club de Toulouse avec lequel il remporte le Championnat de France en 1965 puis avec le club de Limoux ajoutant un second titre de Championnat de France en 1968. Il dispute également trois finales de Coupe de France avec Toulouse sans en remporter une seule en 1962, 1963 et 1964.
Fidèle à ses origines italiennes, il refuse toute sélection en équipe de France tout au long de sa carrière.

## Biographie
Pierre Parpagiola a un fils nommé Alain et joueur de rugby à XV à Montauban et un autre fils nommé André joueur de rugby à XIII à Toulouse entre 1986 et 1989.

## Palmarès

### Rugby à XIII
- Collectif :
  - Vainqueur du Championnat de France : 1965 (Toulouse) et 1968 (Limoux).
  - Finaliste du Championnat de France : 1964 (Toulouse).
  - Finaliste de la Coupe de France : 1962, 1963 et 1964 (Toulouse).